# Roberto Bautista Agut
Roberto Bautista Agut (Castellón de la Plana, 14 april 1988) is een tennisspeler uit Spanje. Hij heeft een Spaanse naam; Bautista is de vadernaam en Agut is de moedernaam. 
Op 21 juni 2014 won hij zijn eerste ATP-titel bij het grastoernooi van Rosmalen. Een maand later won hij zijn tweede titel op het gravel van Stuttgart. Zowel in 2014 als in 2015 haalde hij de finale op het ATP-toernooi van Moskou, maar opvallend genoeg was de Kroaat Marin Cilic beide keren met 6-4 en 6-4 te sterk. In 2016 haalde Bautista Agut op het ATP-toernooi van Shanghai voor de eerste maal de eindstrijd op een masterstoernooi, waarin de Schot Andy Murray te sterk was. In 2019 haalde hij in Wimbledon met een plaats in de halve finale zijn beste resultaat op een grandslamtoernooi. De Serviër Novak Đoković was hem in vier sets de baas.

## Palmares
| Legenda                       | Legenda               |
| ----------------------------- | --------------------- |
| Grand Slam                    |                       |
| Olympische Spelen             |                       |
| tot 2009                      | vanaf 2009            |
| Tennis Masters Cup            | ATP Finals            |
| ATP Masters Series            | ATP Tour Masters 1000 |
| ATP International Series Gold | ATP Tour 500          |
| ATP International Series      | ATP Tour 250          |

### Enkelspel
| Nr.                  | Datum            | Toernooi          | Ondergrond    | Tegenstander in finale | Score               | Details |
| -------------------- | ---------------- | ----------------- | ------------- | ---------------------- | ------------------- | ------- |
| Gewonnen finales     |                  |                   |               |                        |                     |         |
| 1.                   | 21 juni 2014     | ATP Rosmalen      | Gras          | Benjamin Becker        | 2-6, 7-6(2), 6-4    | Details |
| 2.                   | 13 juli 2014     | ATP Stuttgart     | Gravel        | Lukáš Rosol            | 6-3, 4-6, 6-2       | Details |
| 3.                   | 16 januari 2016  | ATP Auckland (1)  | Hardcourt     | Jack Sock              | 6-1, 1-0, opgave    | Details |
| 4.                   | 7 februari 2016  | ATP Sofia         | Hardcourt (i) | Viktor Troicki         | 6-3, 6-4            | Details |
| 5.                   | 8 januari 2017   | ATP Chennai       | Hardcourt     | Daniil Medvedev        | 6-3, 6-4            | Details |
| 6.                   | 26 augustus 2017 | ATP Winston-Salem | Hardcourt     | Damir Džumhur          | 6-4, 6-4            | Details |
| 7.                   | 13 januari 2018  | ATP Auckland (2)  | Hardcourt     | Juan Martín del Potro  | 6-1, 4-6, 7-5       | Details |
| 8.                   | 3 maart 2018     | ATP Dubai         | Hardcourt     | Lucas Pouille          | 6-3, 6-4            | Details |
| 9.                   | 5 januari 2019   | ATP Doha          | Hardcourt     | Tomáš Berdych          | 6-4, 3-6, 6-3       | Details |
| 10.                  | 19 februari 2022 | ATP Doha (2)      | Hardcourt     | Nikoloz Basilasjvili   | 6-3, 6-4            | Details |
| 11.                  | 31 juli 2022     | ATP Kitzbühel     | Gravel        | Filip Misolic          | 6–2, 6–2            | Details |
| Verloren finales     |                  |                   |               |                        |                     |         |
| 1.                   | 6 januari 2013   | ATP Chennai       | Hardcourt     | Janko Tipsarević       | 6-3, 1-6, 3-6       | Details |
| 2.                   | 19 oktober 2014  | ATP Moskou        | Hardcourt (I) | Marin Čilić            | 4-6, 4-6            | Details |
| 3.                   | 25 oktober 2015  | ATP Moskou        | Hardcourt (i) | Marin Čilić            | 4-6, 4-6            | Details |
| 4.                   | 1 november 2015  | ATP Valencia      | Hardcourt (i) | João Sousa             | 6-3, 3-6, 4-6       | Details |
| 5.                   | 27 augustus 2016 | ATP Winston-Salem | Hardcourt     | Pablo Carreño Busta    | 7-6(6), 6-7(1), 4-6 | Details |
| 6.                   | 16 oktober 2016  | ATP Shanghai      | Hardcourt     | Andy Murray            | 6-7(1), 6–1         | Details |
| 7.                   | 29 juli 2018     | ATP Gstaad        | Gravel        | Matteo Berrettini      | 6-7(9), 4-6         | Details |
| 8.                   | 28 februari 2021 | ATP Montpellier   | Hardcourt (i) | David Goffin           | 7-5, 4-6, 2-6       | Details |
| 9.                   | 13 maart 2021    | ATP Doha          | Hardcourt     | Nikoloz Basilasjvili   | 6-7(5) 2-6          | Details |
| 10.                  | 25 juni 2022     | ATP Mallorca      | Gras          | Stéfanos Tsitsipás     | 4–6, 6–3, 6–7(2)    | Details |
| 11.                  | 14 januari 2023  | ATP Adelaide      | Hardcourt     | Kwon Soon-woo          | 4–6, 6–3, 6–7(4)    | Details |
| Gewonnen challengers |                  |                   |               |                        |                     |         |
| 1.                   | 16 april 2012    | Rome              | Gravel        | Rui Machado            | 6-7(9), 6-4, 6-3    |         |
| 2.                   | 23 juli 2012     | Orbetello         | Gravel        | Dušan Lajović          | 6-3, 6-1            |         |
| 3.                   | 6 augustus 2012  | Pozoblanco        | Hardcourt     | Arnau Brugués-Davi     | 6-3, 6-4            |         |

### Landencompetities
| Nr.              | Datum               | Toernooi  | Ondergrond    | Partner(s)                                                                          | Tegenstanders                                                     | Score               | Ref.    |
| ---------------- | ------------------- | --------- | ------------- | ----------------------------------------------------------------------------------- | ----------------------------------------------------------------- | ------------------- | ------- |
| Gewonnen finales |                     |           |               |                                                                                     |                                                                   |                     |         |
| 1.               | 18-24 november 2019 | Davis Cup | Hardcourt (i) | Pablo Carreño Busta Marcel Granollers Feliciano López Rafael Nadal                  | Félix Auger-Aliassime Vasek Pospisil Denis Shapovalov             | 2-0 (2 wedstrijden) | Details |
| Verloren finales |                     |           |               |                                                                                     |                                                                   |                     |         |
| 1.               | 12 januari 2020     | ATP Cup   | Hardcourt     | Rafael Nadal Pablo Carreño Busta Feliciano López                                    | Novak Djokovic Dusan Lajovic Nikola Čačić Viktor Troicki          | 1-2 (3 wedstrijden) | Details |
| 2.               | 1-9 januari 2022    | ATP Cup   | Hardcourt     | Pablo Carreño Busta Albert Ramos Viñolas Alejandro Davidovich Fokina Pedro Martínez | Félix Auger-Aliassime Denis Shapovalov Brayden Schnur Steven Diez | 0-2 (2 wedstrijden) | Details |

## Resultaten grote toernooien
| Legenda | Legenda                          |
| ------- | -------------------------------- |
| g.t.    | geen toernooi gehouden           |
| l.c.    | lagere categorie                 |
| –       | niet deelgenomen                 |
| G       | uitgeschakeld in de groepsfase   |
| 1R      | uitgeschakeld in de eerste ronde |
| 2R      | uitgeschakeld in de tweede ronde |
| 3R      | uitgeschakeld in de derde ronde  |
| 4R      | uitgeschakeld in de vierde ronde |
| KF      | uitgeschakeld in de kwartfinale  |
| HF      | uitgeschakeld in de halve finale |
| F       | de finale verloren               |
| W       | het toernooi gewonnen            |
| w-v     | winst/verlies-balans             |

### Enkelspel
| grandslamtoernooien  |    |      |      |      |    |      |      |      |      |      |      |      |
| Australian Open      | 1R | 2R   | 4R   | 2R   | 4R | 4R   | 1R   | KF   | 3R   | 1R   | 3R   | 4R   |
| Roland Garros        | –  | 2R   | 3R   | 2R   | 4R | 4R   | 3R   | 3R   | 3R   | 2R   | –    | 2R   |
| Wimbledon            | –  | 2R   | 3R   | 4R   | 3R | 4R   | –    | HF   | g.t. | 4R   | 2R   |      |
| US Open              | –  | 2R   | 4R   | 4R   | 3R | 3R   | 1R   | 1R   | 3R   | 3R   | 1R   |      |
| ATP Masters 1000     |    |      |      |      |    |      |      |      |      |      |      |      |
| Indian Wells         | –  | 1R   | 4R   | 3R   | 3R | 3R   | 3R   | 2R   | g.t. | 3R   | 3R   | 2R   |
| Miami                | 2R | 1R   | 3R   | 2R   | 4R | 4R   | 2R   | KF   | g.t. | HF   | 3R   | 2R   |
| Monte Carlo          | –  | 2R   | 2R   | 3R   | 3R | 2R   | 3R   | 2R   | g.t. | 3R   | –    | 2R   |
| Madrid               | –  | –    | HF   | 3R   | 3R | 1R   | 2R   | 1R   | g.t. | 2R   | 2R   | 2R   |
| Rome                 | –  | –    | 1R   | 2R   | 2R | 3R   | –    | 2R   | –    | 3R   | –    | 2R   |
| Montreal/Toronto     | –  | –    | 1R   | 2R   | –  | KF   | –    | KF   | g.t. | KF   | 3R   |      |
| Cincinnati           | –  | –    | 2R   | 2R   | 1R | 1R   | –    | KF   | HF   | 1R   | 3R   |      |
| Shanghai             | –  | –    | 3R   | 2R   | F  | 1R   | 2R   | 3R   | g.t. | g.t. | g.t. |      |
| Parijs               | 1R | –    | 3R   | 2R   | 2R | 3R   | 2R   | 2R   | –    | 1R   | 1R   |      |
| olympisch            |    |      |      |      |    |      |      |      |      |      |      |      |
| Olympische Spelen    | –  | g.t. | g.t. | g.t. | –  | g.t. | g.t. | g.t. | g.t. | –    | g.t. | g.t. |
| statistieken         |    |      |      |      |    |      |      |      |      |      |      |      |
| totaal aantal titels | 0  | 0    | 2    | 0    | 2  | 1    | 1    | 1    | 0    | 0    | 2    | 0    |
| eindejaarsranking    | 80 | 59   | 15   | 25   | 14 | 20   | 24   | 9    | 13   | 19   | 21   |      |

### Dubbelspel
| grandslamtoernooien  |      |      |      |     |      |      |      |      |      |      |      |
| Australian Open      | 1R   | 1R   | –    | –   | –    | –    | –    | –    | –    | –    | –    |
| Roland Garros        | 3R   | 2R   | –    | –   | –    | –    | –    | –    | –    | –    | –    |
| Wimbledon            | 1R   | 2R   | –    | –   | –    | –    | –    | g.t. | –    | –    | –    |
| US Open              | 2R   | –    | –    | –   | –    | –    | –    | –    | –    | –    |      |
| ATP Masters 1000     |      |      |      |     |      |      |      |      |      |      |      |
| Indian Wells         | –    | –    | 1R   | 2R  | 2R   | 2R   | –    | g.t. | 1R   | 1R   | –    |
| Miami                | –    | –    | 1R   | 2R  | –    | –    | –    | g.t. | –    | –    | –    |
| Monte Carlo          | –    | 2R   | –    | –   | –    | –    | –    | g.t. | –    | –    | –    |
| Madrid               | –    | –    | –    | –   | –    | –    | –    | g.t. | –    | –    | 1R   |
| Rome                 | –    | –    | –    | –   | –    | –    | –    | –    | –    | –    | –    |
| Montreal/Toronto     | –    | –    | –    | –   | –    | –    | –    | g.t. | –    | –    |      |
| Cincinnati           | –    | –    | –    | –   | 2R   | –    | –    | –    | –    | 1R   |      |
| Shanghai             | –    | 1R   | 1R   | –   | –    | –    | –    | g.t. | g.t. | g.t. |      |
| Parijs               | –    | –    | –    | –   | –    | –    | –    | –    | 2R   | –    |      |
| olympisch            |      |      |      |     |      |      |      |      |      |      |      |
| Olympische Spelen    | g.t. | g.t. | g.t. | –   | g.t. | g.t. | g.t. | g.t. | –    | g.t. | g.t. |
| statistieken         |      |      |      |     |      |      |      |      |      |      |      |
| totaal aantal titels | 0    | 0    | 0    | 0   | 0    | 0    | 0    | 0    | 0    | 0    | 0    |
| eindejaarsranking    | 219  | 258  | 604  | 258 | 317  | —    | —    | —    | —    | —    |      |